# Pembina
Pembina é uma cidade localizada no estado norte-americano de Dacota do Norte, no Condado de Pembina.

## Demografia
Segundo o censo norte-americano de 2000, a sua população era de 642 habitantes.
Em 2006, foi estimada uma população de 590, um decréscimo de 52 (-8.1%).

## Geografia
De acordo com o United States Census Bureau tem uma área de
2,0 km², dos quais 2,0 km² cobertos por terra e 0,0 km² cobertos por água. Pembina localiza-se a aproximadamente 237 m acima do nível do mar.

## Localidades na vizinhança
O diagrama seguinte representa as localidades num raio de 24 km ao redor de Pembina.